# Ірена Налепа
Ірена Налепа  (народилася 24 листопада 1951 р. у Кракові  ) — польська психофармакологиня, нейробіологиня, біохімікиня, професорка медичних наук, керівниця відділу біохімії мозку Інституту фармакології Польської академії наук, де вона також є заступницею директора дисциплін загальних, заступниця голови Комітету з нейробіології Польської академії наук.

## Біографія
Членкиня Нейробіологічного комітету Польської академії наук, голова наукової ради журналу Wszechświat . Була секретаркою і віце-президенткою Польського товариства досліджень нервової системи  .
Навчалася в Ягеллонському університеті і закінчила факультет біології та наук про землю . По закінченню університету розпочала працювати в Інституті фармакології Польської академії наук у Кракові, де спочатку, під керівництвом Єжи Ветулані, проводила дослідження. У 1980 році   отримала ступінь докторки природничих наук , а у 1994 році на основі дисертації «Вплив психотропних препаратів на взаємодію С-кінази з вторинними передавальними системами в корі головного мозку щурів» – абілітацію. Вчене звання професора  отримала у 2004 році . На 2020–2024 роки  обрана заступницею голови Нейробіологічного комітету Польської академії наук. 

## Виноски
1. ↑  Nauka Polska
2. ↑  Właśc. Irena Maria Nalepa.
3. 1 2  People Biosketch. The International College of Neuropsychopharmacology (англ.). Архів оригіналу за 25 березня 2014. Процитовано 18 травня 2024. [Архівовано 2014-03-25 у Wayback Machine.]
4. ↑  Prof. dr hab. Irena Nalepa zastępcą przewodniczącej Komitetu Neurobiologii PAN. if-pan.krakow.pl. 2020.